# 순앵
순앵(荀罃, ? - 기원전 560년)은 중국 춘추 시대 진나라의 정치가로, 6경의 일원이며 중군원수를 역임했다. 씨는 순(荀) 혹은 지(知, 智)라 지앵(知罃, 智罃)이라고도 하며, 시호는 무(武)로 지무자(知武子, 智武子)다. 순수의 아들이며, 지삭의 아버지고, 지영의 할아버지다.

## 사적
기원전 597년, 필 싸움에 참전하여, 초나라 대부 웅부기(熊負羈)에게 사로잡혔다. 아버지 순수는 아들을 되찾기 위해 초나라 연윤 양로를 죽이고 공자 곡신을 사로잡아, 양로의 시신과 공자 곡신을 데리고 귀환했다. 기원전 588년, 진나라는 이들을 돌려주고 지앵을 돌려주기를 청했으며, 초나라도 순수가 중군 보좌이므로 이를 승낙하여 고국으로 돌아갈 수 있었다. 지앵은 돌아가는 길에 초 공왕을 뵈었고, 서로 문답하던 끝에 공왕이 “무엇으로 보답하겠는가?”라고 묻자, 혹시 귀국해서 군사를 이끌고 초나라와 교전할 일이 있거든 힘을 다하고 목숨을 바치며 싸워 신하의 예를 다함으로써 보답하겠다고 답했다. 공왕은 이 대답에 감탄하고 융숭하게 대접해서 돌려보냈다.
사실, 정나라 상인이 순앵을 도망하게 하려고 했었고, 이미 모의했지만 실행하지 못했는데 초나라에서 순앵을 풀어줘버렸다. 순앵은 이를 잊지 않고 그 상인의 얼굴을 기억하였다가, 상인이 진나라에 오자 자신을 구출해 준 사람처럼 대접해 주었다. 그러나 정나라 상인은 실제로 풀어주지는 못했기 때문에, 고사하고 제나라로 가버렸다.
조무가 성인이 되어 자신을 찾아뵙자, 노력하여 선조 조성자(趙成子)의 문덕과 조선자(趙宣子)의 충절로써 임금을 섬기면 반드시 성공하리라고 축사했다.
기원전 578년, 거듭되는 진나라의 침공에 질린 진나라는 4월에 여상(呂相)을 진나라로 보내 단교하고, 5월에 제나라, 송나라, 위나라, 정나라, 조나라, 주(邾)나라, 등(滕)나라와 연합하여 진나라를 쳤는데, 순앵은 하군 부장으로 종군했다. 8국 연합군은 진나라 군대와 마수(麻隧)에서 싸워, 크게 이겼다.
기원전 575년, 언릉 싸움에는 종군하지 않고 남아서 본국을 지켰기에, 초 공왕과 약속한 대로 싸움을 벌이지는 못했다. 언릉 싸움에서 초나라가 패퇴한 후 하군 부장으로써 연합군을 거느리고 진나라와 채나라를 공격했다. 기원전 574년 7월, 노나라에 가서 군대를 요청했다.
기원전 573년, 중군 원수 난서와 당질 중항언이 진 여공을 시해한 후, 지앵은 사방(士魴)과 함께 주나라로 가서 새로이 진후로 옹립할 공손주를 데려 왔으니, 이가 곧 진 도공이다.
기원전 572년, 노나라에서 양공이 새로 즉위하자, 노나라에 사신으로 찾아갔다.
기원전 571년 가을 7월, 노나라의 중손멸, 위나라의 손림보, 또 조나라, 주(邾)나라 사람과 회합하여 함께 정나라를 칠 것을 모의했다. 중손멸이 호뢰 땅에 성을 쌓아 정나라를 핍박할 것을 제안하자, 이에 동의하고 또 맹약에 참가하지 않은 제나라도 끌어들이고, 제나라가 응하지 않으면 제나라부터 치자고 주장했다. 겨울에 다시 척에서 회합했을 때에는 제나라도 참석했고, 제나라가 참석하자 등(滕)나라, 설나라, 소주(小邾)나라도 참석했으니, 이는 지무자의 말 때문이었다.
기원전 570년, 허나라가 계속 초나라를 섬기고 진나라 주최의 회맹에 참석하지 않으므로, 군대를 이끌고 허나라를 쳤다.
기원전 566년, 중군 원수 · 정경 한궐이 은퇴하고, 그 후임이 되었으며, 한궐에게 물어 정사를 처리했다.
기원전 564년 겨울 10월, 제후들이 정나라를 쳤는데, 노나라의 계무자, 제나라의 최저, 송나라의 황운과 함께 정나라의 전문을 공격했다. 이후 정나라는 포위되자 화평을 청했다. 중항헌자는 이를 거절하고 초나라의 구원군을 기다려 결전을 벌이기를 주장했으나, 지무자는 화평을 받아들이고 초나라의 구원군이 헛되이 오게 하여 지치게 하자고 했다. 제후들이 싸우기를 싫어했으므로 지무자의 의견대로 되었다. 사정자가 지은 맹약의 글에 정나라 정경 공자 비(公子騑)가 명백히 불평하는 말을 하자, 순언은 분노하여 맹약의 글을 고치라고 했다. 지무자는 중항헌자에게 우리가 덕이 없이 무력으로만 정나라를 굴복시켰으니 맹주가 되기엔 무례하였다 하고, 정나라와 맹약을 맺었다.
기원전 563년, 순언과 사개가 복양(偪陽)국을 쳐 송나라 상술(向戌)에게 봉해주기를 구했다. 순앵은 복양성이 작으므로 함락시켜도 얻을 것이 없고, 더욱이 견고하므로 함락시키지 못하여 망신을 살 것을 염려하였으나, 이 둘이 완고히 청하므로 허락했고, 과연 이기지 못했다. 순언과 사개가 퇴각을 요청하자, 분노하고 오히려 1주일 내에 이기지 못하면 처벌하겠다고 꾸짖었다. 순언과 사개는 열심히 싸웠고, 5일 만에 성을 함몰했다. 약속대로 복양성을 상술에게 주었으나, 상술이 사양하고 받지 않으므로 송나라에 주었다. 또 진나라를 쳤다. 초나라가 영윤 자낭을 보내 정나라를 구원하자 제후들을 이끌고 11월, 정나라로 돌아가 양릉까지 이르렀으나 초나라 군대가 물러서지 않으므로, 후퇴하고자 했다. 그러나 난염이 군대를 진군시켰다. 정나라가 초나라와 동맹을 맺자, 난염은 정나라 군대를 치고자 했으나 순앵은 이를 막고, 돌아가면서 정나라 북쪽 변경을 쳤다. 이렇게 초 · 진 두 나라는 정나라에서 물러났다.
기원전 562년, 제후들이 정나라를 쳤는데, 순앵은 정나라 서쪽 교외에서 옛 허나라 땅으로 쳐들어갔다. 정나라 사람은 두려워 마침내 제후들과 강화했다. 이후 그간 진나라와 초나라 사이를 오가던 정나라는 한동안 진나라 편에 섰고 초나라 편으로 돌아서지 않았다.
기원전 560년, 병사했다.
| 전임 한궐 | 진나라의 중군원수 기원전 566년 ~ 기원전 560년 | 후임 중항언 |